# Henri Hurskainen
Henri Hurskainen (* 13. September 1986 in Emmaboda) ist ein schwedischer Badmintonspieler. 

## Karriere
Henri Hurskainen siegte nach vier Nachwuchstiteln in Schweden 2004 erstmals bei den Erwachsenen, als er die Iceland International im Mixed mit Johanna Persson gewann. Ein Jahr später siegten beide bei den Czech International. 2006 war er erneut bei den Iceland International erfolgreich, 2009 bei den Irish Open.

## Sportliche Erfolge
| Saison    | Veranstaltung                          | Disziplin    | Platz | Name                                                               |
| --------- | -------------------------------------- | ------------ | ----- | ------------------------------------------------------------------ |
| 2002/2003 | Schweden: Einzelmeisterschaft U17      | Mixed        | 1     | Henri Hurskainen / Johanna Karttunen (Emmaboda / Askim)            |
| 2002/2003 | Schweden: Einzelmeisterschaft U17      | Herreneinzel | 1     | Henri Hurskainen (Emmaboda)                                        |
| 2003/2004 | Schweden: Einzelmeisterschaft U19      | Mixed        | 1     | Henri Hurskainen / Johanna Karttunen (Emmaboda BMK / Göteborgs BK) |
| 2003/2004 | Schweden: Einzelmeisterschaft U19      | Mixed        | 1     | Henri Hurskainen / Johanna Karttunen (Emmaboda BMK / Göteborgs BK) |
| 2005      | Iceland International                  | Mixed        | 1     | Henri Hurskainen / Johanna Persson                                 |
| 2005      | Czech International                    | Mixed        | 1     | Henri Hurskainen / Johanna Persson                                 |
| 2005/2006 | Schweden: Einzelmeisterschaft          | Mixed        | 1     | Henri Hurskainen / Johanna Persson (BK Aura / GBK)                 |
| 2006      | Iceland International                  | Mixed        | 1     | Henri Hurskainen / Emma Wengberg                                   |
| 2006/2007 | Schweden: Einzelmeisterschaft U22      | Mixed        | 1     | Henri Hurskainen / Emma Wengberg (Västra Frölunda)                 |
| 2006/2007 | Schweden: Einzelmeisterschaft U22      | Herreneinzel | 1     | Henri Hurskainen (Västra Frölunda)                                 |
| 2007/2008 | Schweden: Einzelmeisterschaft U22      | Herreneinzel | 1     | Henri Hurskainen (Västra Frölunda)                                 |
| 2007/2008 | Schweden: Einzelmeisterschaft U22      | Herrendoppel | 1     | Tim Foo / Henri Hurskainen (Uppsala KFUM / V Frölunda)             |
| 2009      | Irish Open                             | Herreneinzel | 1     | Henri Hurskainen                                                   |
| 2009      | Schweden: Einzelmeisterschaft          | Herreneinzel | 1     | Henri Hurskainen                                                   |
| 2009      | Türkei: Internationale Meisterschaften | Herreneinzel | 2     | Henri Hurskainen                                                   |
| 2012      | Finnish International                  | Herreneinzel | 2     | Henri Hurskainen                                                   |
| 2012      | Europameisterschaft                    | Herreneinzel | 2     | Henri Hurskainen                                                   |
| 2012      | Schweden: Einzelmeisterschaft          | Herreneinzel | 1     | Henri Hurskainen                                                   |
| 2012      | Denmark International                  | Herreneinzel | 1     | Henri Hurskainen                                                   |